# Israel Folau

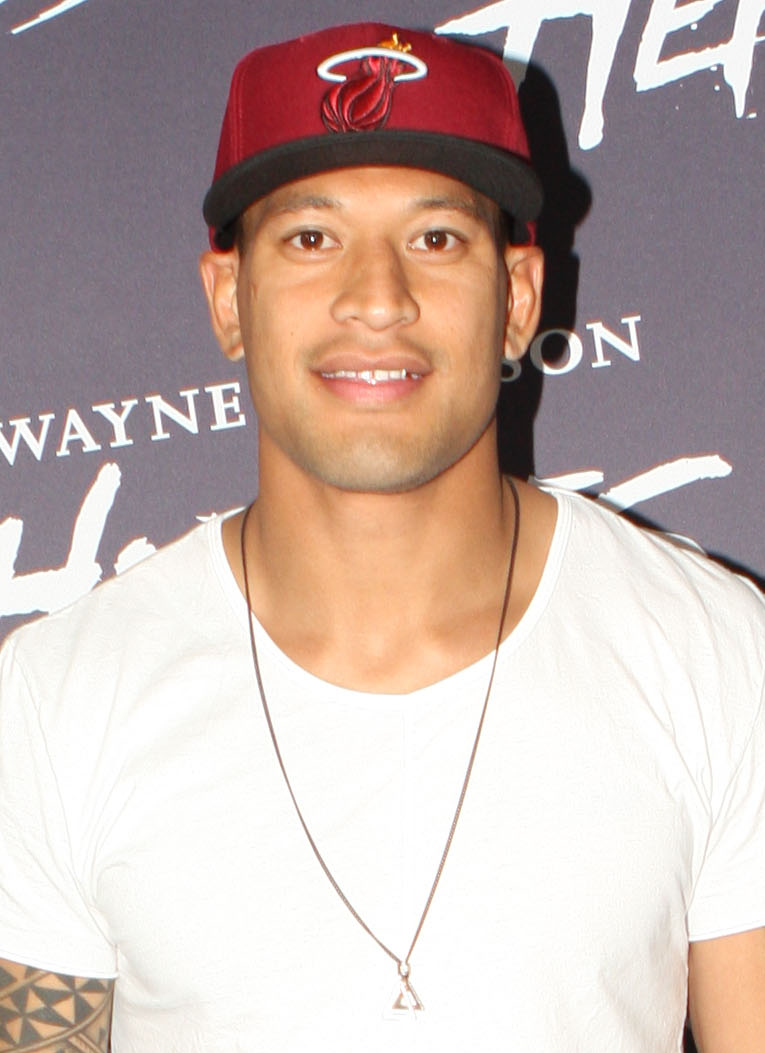
Israel Folau

Israel Folau, född 3 april 1989 i Minto, New South Wales, är en australisk rugbyspelare i ligan Super Rugby där han spelar för laget Waratahs. 